# Mahàrbal
Mahàrbal (en llatí: Mahārbal, ălis; en grec antic: Μαάρβας) fill d'Himilcó, va ser un destacat militar cartaginès de la Segona Guerra Púnica.
Era el comandant que va dirigir el setge de Sagunt l'any 219 aC en absència d'Hanníbal, i segons Titus Livi ho va fer amb tanta energia que cap dels dos bàndols es va assabentar de l'absència del general en cap. Més tard apareix al front d'un cos de cavalleria que assolava les planes del riu Po. Es va unir a les forces d'Hanníbal pels combats a la batalla del Ticino l'any 218 aC.
Després de la victòria en la batalla del llac Trasimè (217 aC) se'l va enviar amb una força de cavalleria i d'infanteria hispana a perseguir sis mil romans que havien escapat de la batalla i s'havien fortificat en uns turons propers, als que va obligar a rendir-se, i els va prometre seguretat per les seves vides, però Hanníbal no va ratificar l'acord; tot i així Mahàrbal va alliberar els aliats italians de Roma i només va retenir als romans com a presoners de guerra.
Una mica després es va enfrontar amb una força de 4000 homes dirigida pel pretor Gai Servili Gemí que anava a reunir-se amb el cònsol Gai Flamini, als que va derrotar i aniquilar. La seva cavalleria va assolar després la plana de Falèria; a l'any següent va dirigir (segons Livi, però això és discutit, ja que també s'atribueix a d'altres) l'ala dreta cartaginesa a la batalla de Cannes (Appià li assigna el comandament de la cavalleria de reserva, i Polibi no l'esmenta).
Després de la victòria va demanar a Hanníbal d'avançar directament contra Roma i es va oferir a estar al cap de cinc dies al Capitoli; es diu que quan Hanníbal va rebutjar el seu consell li va dir: «tu saps com obtenir victòries però no com aprofitar-les», cosa que els experts en guerra han confirmat. Només torna a ser esmentat al setge de Casilínum i desapareix de la història.